# 阿姆希特
阿姆希特（Amsheet，又作Amchit），黎巴嫩中北部港口城市，邻地中海，位于贝鲁特以北约40公里，属黎巴嫩山省管辖。
阿姆希特人口约为25000人，绝大部分为基督教马龙教派信徒，少部分属什叶派穆斯林。